# Charles S. Maier

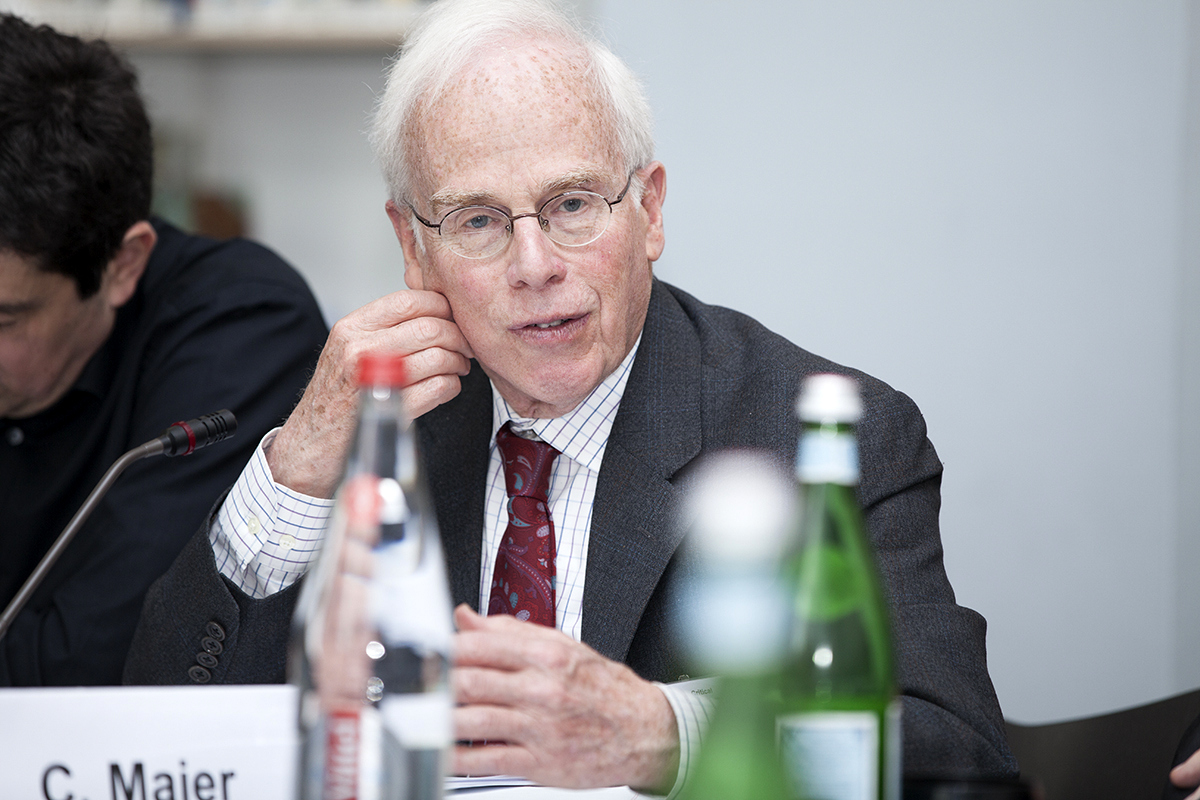
Charles S. Maier, 2013.

Charles S. Maier (New York, 23 febbraio 1939) è uno storico statunitense, professore di Storia europea ed internazionale presso l'Università di Harvard.

## Biografia

### Formazione e studi
Nato a New York, si è laureato nel 1960 presso l'Università di Harvard summa cum laude, per poi proseguire i propri studi ad Oxford per il biennio 1960-61, decidendo poi di tornare ad Harvard per il conseguimento del PhD in Storia, ottenuto nel 1967.

### Carriera
Dopo un trascorso nell'università di Harvard, Maier ha fatto esperienza presso l'Università di Bielefeld nell'allora Germania Ovest. È stato direttore del Centro di Studi Europei dell'Università di Harvard dal 1994 al 2001, e nell'autunno del 2006.
Il 26 gennaio 2018, in occasione della Giornata della Memoria, è stato insignito di una laurea honoris causa dall'Università di Padova.

## Studi
Nei suoi studi riguardanti il cosiddetto secolo breve, Maier, al contrario di Eric Hobsbawm, altro storico di calibro, coniatore della stessa espressione sopraccitata, è giunto alla conclusione che il Novecento è da considerarsi un secolo lungo: nello specifico, ne identifica l'inizio con i primi anni del decennio 1850-1860, mentre ne individua l'ideale conclusione negli anni'80 del XX secolo. Per questa definizione, lo storico di New York ha eseguito un approccio differente da quello di Hobsbawm, analizzando più che i grandi eventi storico-politici, i cambiamenti territoriali, sociali ed economici.
L'inizio del Novecento è quindi per Maier da individuare nell'inizio del successo del modello di produzione fordista sino al suo declino.

## Opere
- Recasting bourgeois Europe : stabilization in France, Germany, and Italy in the decade after World War I, Princeton, NJ: Princeton University Press, 1975.
- In Search of Stability: Explorations in Historical Political Economy, New York, Cambridge University Press, 1987.
- The Unmasterable Past: History ,Holocaust, and German National Identity, Cambridge, MA, Harvard University Press, 1988.
- Dissolution: the Crisis of Communism and the End of East Germany, Princeton, Princeton University Press, 1997.
- Among Empires: American Ascendancy and its Predecessors, Cambridge, MA, Harvard University Press, 2006.
- Leviathan 2.0: Inventing Modern Statehood, Cambridge, MA, Harvard University Press, 2014.
- Once within Borders: Territories of Power, Wealth, and Belonging since 1500, Cambridge, MA, Harvard University Press, 2016.